# Da Harry mødte Sally
Da Harry mødte Sally (originaltitel When Harry Met Sally...) er amerikansk romantisk komediefilm fra 1989, instrueret af Rob Reiner og med manuskript af Nora Ephron. I hovedrollerne ses Billy Crystal og Meg Ryan.
Ephron modtog BAFTA-prisen for bedste originale manuskript.

## Medvirkende
- Billy Crystal som Harry Burns
- Meg Ryan som Sally Albright
- Carrie Fisher som Marie Fisher
- Bruno Kirby som Jess Fisher
- Steven Ford som Joe
- Lisa Jane Persky som Alice
- Michelle Nicastro som Amanda Reese
- Kevin Rooney som Ira Stone
- Harley Kozak som Helen Hillson
- Estelle Reiner som kvindelige kunde